# 宮内記者会
宮内記者会（くないきしゃかい）は、宮内庁の中にある記者クラブである。

## 概要
天皇・皇后をはじめとした皇族らの会見や外出、宮中行事などの皇室に関する取材を行っている。
記者会は、宮内庁庁舎2階に部屋をもっており、読売新聞社、朝日新聞社、毎日新聞社、産経新聞社、日本経済新聞社、東京新聞（中日新聞社）、北海道新聞社、共同通信社、時事通信社、日本放送協会、日本テレビ放送網、TBSテレビ、フジテレビジョン、テレビ朝日、テレビ東京の15社が常駐として加盟している。

## 記者
宮内記者会の記者は、毎朝、坂下門などを使い皇居に入る。この際、記者は、宮内庁発行の「通行許可証」を皇宮警察に提示しなければならない。
現在、記者会に登録してある記者数は250名程度であり、この数は、記者クラブでは日本最大となっているが、かつて、昭和天皇崩御の直前には、800名程度の記者が登録してあった。

## 歴史
- 1912年 発足。

## その他
- 毎年、春と秋に行われる「園遊会」で、天皇の「お声かけ」の相手は、この宮内記者会のクラブ総会にて決めている。